# Lucas Daniel
Lucas Daniel, född 1 januari 1995, är en fransk bågskytt. Han deltog vid olympiska sommarspelen 2016.